# Штефан Гербст
Штефан Гербст (нім. Stefan Herbst, 17 травня 1978) — німецький плавець.
Учасник Олімпійських Ігор 2000, 2008 років.
Чемпіон Європи з водних видів спорту 2002 року, призер 2000 року.
Чемпіон Європи з плавання на короткій воді 2010 року, призер 1999, 2001, 2009, 2011 років.